# Маноно (город)
Маноно (фр. Manono) — город в провинции Танганьика на юго-востоке Демократической Республики Конго.
Расположен на западном берегу реки Лукуши, притока реки Лувуа. Город является  речным портом, куда баржи доставляют грузы из Лубумбаши. Расположен вдоль национальной дороги 33 (N33).

## Население
В 2012 году население города составляло 59 957 жителей, в 2004 году было 47 632.

## История
Город серьёзно пострадал во время Второй войны в Конго (1998—2003), многие здания Маноно были разрушены. В 1999 году повстанцы и союзные руандийские войска взяли под свой контроль Маноно. Гидроэлектростанция, снабжавшая электричеством город и окрестности была уничтожена во время войны.
ООН приняла успешные меры по сбору оружия в 2008 году, предложив принять оружие в обмен на велосипеды. Позже Маноно пострадал от повстанческого движения Катанги.

## Экономика
Экономистомическая деятельность базируется на горнодобывающей промышленности, в окрестностях города разведано около 100 миллионов тонн полезных ископаемых, включая литий, колумбит, олово и танталит. Добыча полезных ископаемых компанией Géomines началась в 1915 году. Рудник Маноно-Китоло работал почти непрерывно до конца 1970-х годов. За этот период было добыто около 180 000 тонн касситеритовой руды. Производство танталониобиевого концентрата.
Обвал мировых цен на олово в 1980-х годах сильно ударил по экономике города. Однако с 2017 года ведётся разведка минералов лития и олова на историческом оловянном руднике в регионе Маноно-Китотоло.
Город обслуживается аэропортом Маноно. В Маноно есть собор, построенный бельгийскими миссионерами и сильно повреждённый во время войны
С 1971 года здесь расположена Епархия Маноно.

## Климат
- Тропический климат с сухой зимой и дождливым летом.

## Известные уроженцы
- Луба Нтамбо, Александр — конголезский политический и государственный деятель, министр обороны ДРК (2012—2014).